# Dan Quayle
James Danforth Quayle (født 4. februar 1947 i Indianapolis) er en amerikansk politiker fra det Republikanske Parti. Han var USA's 44. vicepræsident fra 1989-1993, og før det senator for staten Indiana fra 1981-1989. Han har også siddet som medlem af Repræsentanternes Hus for Indiana i perioden 1977-1981.
Quayle havde en bachelorgrad i statskundskab fra DePauw University og en juraeksamen fra Indiana University.